# Meiacanthus oualanensis
Meiacanthus oualanensis är en fiskart som först beskrevs av Günther, 1880.  Meiacanthus oualanensis ingår i släktet Meiacanthus och familjen Blenniidae. Inga underarter finns listade i Catalogue of Life.